# Drosophila ustulata
Drosophila ustulata är en tvåvingeart som beskrevs av Meijere 1908. Drosophila ustulata ingår i släktet Drosophila och familjen daggflugor.
Artens utbredningsområde är Borneo, Java och Sumatra.